# Prognichthys
Prognichthys – rodzaj morskich ryb z rodziny ptaszorowatych (Exocoetidae).

## Klasyfikacja
Gatunki zaliczane do tego rodzaju:
- Prognichthys brevipinnis
- Prognichthys gibbifrons
- Prognichthys glaphyrae
- Prognichthys occidentalis
- Prognichthys sealei
- Prognichthys tringa